# Velodromo Umberto I
Il velodromo Umberto I fu uno dei primi e più importanti velodromi costruiti in Italia. Si trovava a Torino, nel quartiere Crocetta, e fu intitolato all'allora re d'Italia Umberto I. La struttura era collocata lungo il corso omonimo tra le vie Vespucci e Torricelli.

## Storia
Il velodromo fu costruito nel 1894 dall'Unione velocipedistica italiana in una zona all'epoca ancora fuori dal perimetro edificato di Torino, per ospitare le gare organizzate dalle società ciclistiche cittadine, aggiungendosi al ciclodromo di corso Dante eretto per l'Esposizione generale italiana del 1884.
L'impianto fu inaugurato il 10 giugno 1894 con gare ciclistiche. Una cerimonia privata in presenza delle autorità si era tenuta il 7 giugno.
Nel 1898 il terreno all'interno della pista venne trasformato in stadio ed adattato per ospitare il primo Campionato italiano di calcio; la partita inaugurale della storia del torneo si svolse l'8 maggio e vide di fronte il Torinese e l'Internazionale Torino, con l'affermazione dei secondi per 1-0, anche se alla fine fu il Genoa a vincere il torneo. Nello stesso anno, il 24 e il 26 giugno, il velodromo fu il palcoscenico delle gare organizzate dal Touring Club Ciclistico Italiano in occasione del suo convegno nazionale annuale; con il nuovo secolo l'impianto assunse maggiore importanza e diversificò i suoi usi. 
La sponsorizzazione della casa francese Peugeot lo portò ad ospitare le prime apparizioni di gare motociclistiche, tant'è che l'impianto cominciò ad essere noto anche come "motovelodromo". Si intensificò anche il suo uso per il gioco del calcio; sede degli incontri casalinghi del Torinese tra il 1900 e il 1903, fungeva in generale come campo di prestigio di tutto il movimento calcistico cittadino, mentre la Piazza d'Armi veniva utilizzata per gli incontri di minore importanza. Nel 1904 fu affittato permanentemente da Alfred Dick, presidente della Juventus, che vi fece costruire una tribuna atta a far sedere gli spettatori, che fino a quel momento erano rimasti in piedi. Sennonché, nel 1906, Dick fu clamorosamente defenestrato dal consiglio direttivo bianconero e il dirigente svizzero, di tutta risposta, fondò il Torino, di cui divenne il primo presidente; essendo il contratto di affitto intestato a suo nome e non a quello della Juventus, il sodalizio bianconero si ritrovò improvvisamente senza un campo dove gareggiare, mentre il velodromo divenne la sede del Torino fino al 1910.
La struttura venne definitivamente smantellata a partire dal 1917 ed al suo posto sorgono ora edifici e negozi vari.

## Incontri sportivi ufficiali
Primo incontro ufficiale (Campionato Italiano di Football 1898)
| Arbitro: | Jourdan (Torino) |

|         |           |   |
| Bosio ? | Marcatori | ? |

Prima partita Juventus (Campionato Italiano di Football 1903)
| Arbitro: | Calì (Genova) |

|   |           |  |
| ? | Marcatori |  |

Ultima partita (casalinga) Juventus (Prima Categoria 1906)
| Torino 29 aprile 1906 Spareggio | Juventus       | 0 – 0 (d.t.s.) referto | Milan | Velodromo Umberto I\| Arbitro: \| Suter (Milano) \| |
| Arbitro:                        | Suter (Milano) |                        |       |                                                     |

Prima partita Torino (Prima Categoria 1907)
| Arbitro: | Pasteur I (Genova) |

|                               |           |                     |
| Ferrari-Orsi 20’ Kaempfer 60’ | Marcatori | 87’ (rig.) E. Borel |

Ultima partita Torino (Ultimo incontro ufficiale) (Prima Categoria 1909-1910)
| Arbitro: | Malvano (Torino) |

|                                                                                                 |           |       |
| Lang ?’, ?’, ?’, ?’, ?’ Morelli di Popolo ?’, ?’ Debernardi I Rodgers ?’, ?’ Geisser ?’, ?’, ?’ | Marcatori | Sardi |